# Puxe
Puxe ist eine französische Gemeinde mit 112 Einwohnern (Stand 1. Januar 2022) im Département Meurthe-et-Moselle in der Region Grand Est (vor 2016 Lothringen). Sie gehört zum Arrondissement Val-de-Briey und ist Mitglied im Gemeindeverband Communauté de communes Orne Lorraine Confluences.

## Geografie
Die Gemeinde liegt im nördlichen  Teil des Départements an der Grenze zum Département Meuse, etwa 28 Kilometer westlich von Metz. Der Fluss Orne durchzieht die Gemeinde und bildet streckenweise die nördliche Gemeindegrenze. Nachbargemeinden sind Olley und Jeandelize im Norden, Boncourt im Osten, Friauville und Allamont im Süden, Villers-sous-Pareid (Département Meuse) im Südwesten sowie Saint-Jean-lès-Buzy (Département Meuse) im Westen.

## Geschichte
Eine bis heute erste urkundliche Erwähnung findet sich im Jahr 1005, als König Heinrich II. dem von ihm neu gegründeten Kloster Neumünster (bei Ottweiler/Saar) hier Landbesitz schenkt ("V mansos ad villam Puteos", gedruckt in MGH  DD HII 104). Um das Jahr 1184 bestätigt Papst Lucius III. dem Abt des Klosters Saint Pierremont (bei Avril, Dep. Meurthe-et-Moselle) eine Schenkung in "Purs" (gedruckt in Regesta Imperii IV,4,4,1, 1038). Puxe und Bouzonville gehörten ab dem späten Mittelalter historisch zum Herzogtum Bar, das 1766 an das Königreich Frankreich fiel. Bis zur Französischen Revolution lagen die Gemeinden dann im Grand-gouvernement de Lorraine-et-Barrois. Im Jahr 1811 vereinigten sich das damalige Puxe (1800: 86 Einwohner) und Bouzonville (1800: 30 Einwohner) zur heutigen Gemeinde Puxe. Die vereinigte Gemeinde lag bis 1871 im alten Département Moselle, dessen größter Teil von 1871 bis 1918 mit dem Deutschen Reich vereinigt war.

## Bevölkerungsentwicklung
| Jahr                                        | 1962 | 1968 | 1975 | 1982 | 1990 | 1999 | 2007 | 2019 |
| ------------------------------------------- | ---- | ---- | ---- | ---- | ---- | ---- | ---- | ---- |
| Einwohner                                   | 108  | 101  | 99   | 79   | 75   | 104  | 117  | 121  |
| Quellen: Cassini und INSEE; heutiges Gebiet |      |      |      |      |      |      |      |      |

## Persönlichkeiten
- Joseph von Saintignon (1716–1779), k. k. Feldmarschall-Lieutenant und Träger des Maria-Theresia-Ordens

## Sehenswürdigkeiten
- Schloss, Neubau aus dem 18. Jahrhundert, erweitert im 19. Jahrhundert im einen Südflügel
- Mehrere Bauernhäuser aus dem 18. und 19. Jahrhundert in der Grande Rue
- Pfarrkirche Saint-Étienne; Fundament des Kirchturms aus dem 12. Jahrhundert, Kirchenschiff aus dem 15. Jahrhundert
- Kapelle Saint-Roch in Bouzonville aus dem 19. Jahrhundert
- Sehenswerte Grabmäler auf dem Dorffriedhof (Jean-Olivier Gaudin und Jean-Joseph Lantenois)
- Wegkreuz bei der Kapelle
- Denkmal für die Gefallenen[1]

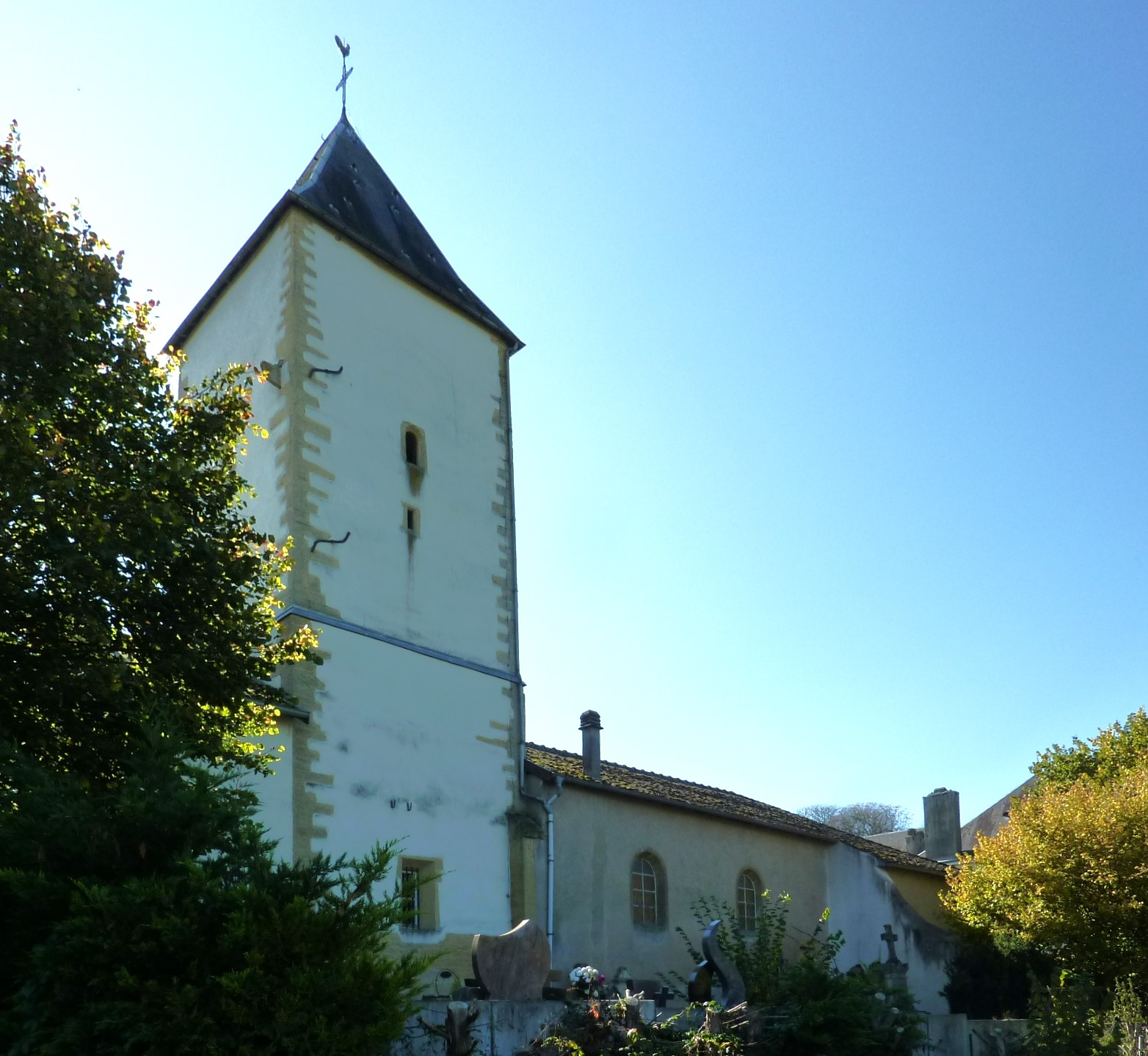
PfarrkircheSaint-Étienne
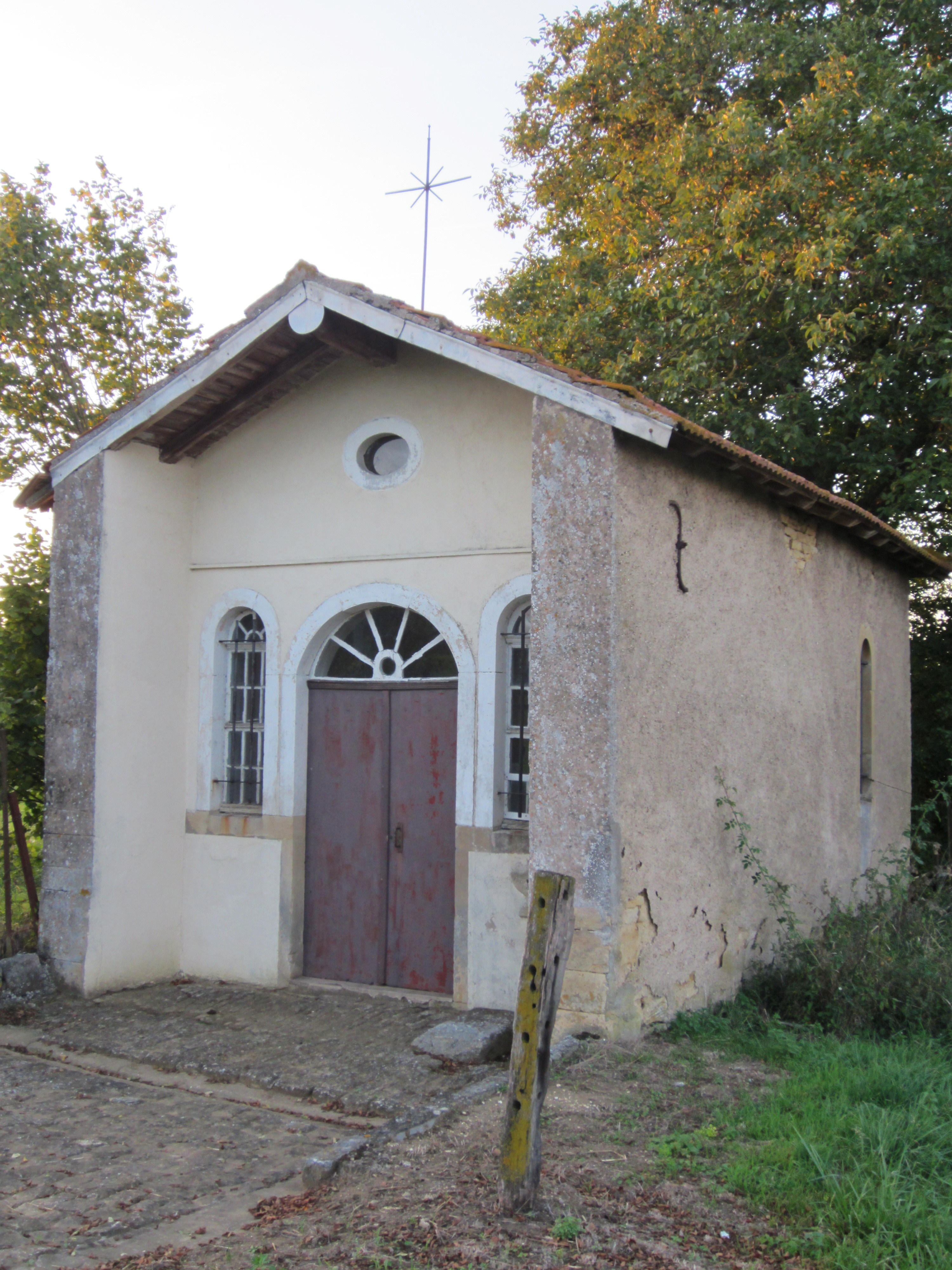
Kapelle Saint-Roch